# Uzziel Lozano
Héctor Uzziel Lozano Melchor (27 de noviembre de 1981) es un exfutbolista mexicano que jugaba de delantero. Debutó el 24 de septiembre de 2000 en un partido Monarcas Morelia 1-0 Toluca. En Primera División jugó 66 partidos, acumulando 2,147 minutos jugados y 5 goles anotados. 

## Clubs
- Club Toluca (2000 - 2007)
- Centro Atlético Fénix (2003)
- Real de Colima (2008 - 2009)
- Leones Negros de la Universidad de Guadalajara (2009)

- Datos: Q6158270